# Łódzkie Towarzystwo Zwolenników Gry Szachowej
Łódzkie Towarzystwo Zwolenników Gry Szachowej (ŁTZGSz) – klub szachowy, powstały w roku 1903 w Łodzi.
Jednymi z pierwszych członków towarzystwa, które odegrało znaczącą rolę w życiu kulturalnym w okresie zaboru rosyjskiego, byli czołowi ówcześni polscy szachiści Akiba Rubinstein oraz Henryk Salwe, natomiast pierwszym prezesem został generał K. Manakin.
Od samego początku istnienia, towarzystwo przejawiało bardzo dużą aktywność, już w pierwszym roku organizując turniej z udziałem 22 zawodników. W tym również roku zorganizowało mecz pomiędzy Rubinsteinem i Salwem o mistrzostwo Łodzi, który zakończył się wynikiem remisowym. W kolejnych latach na zaproszenie towarzystwa przybyło wielu wybitnych szachistów (w tym mistrzowie świata), którzy rozgrywali symultany oraz brali udział w organizowanych przez ŁTZGSz turniejach, m.in. Michaił Czigorin (1904, 1906), Jacques Mieses (1905), Siemion Ałapin (1907), Frank Marshall (1908), Jefim Bogolubow (1912), Emanuel Lasker (1912), José Raúl Capablanca (1914), Friedrich Sämisch (1925), Rudolf Spielmann (1925), Aleksander Alechin (1929), Reuben Fine (1935), Vasja Pirc (1938), Erich Eliskases (1938) i Gideon Ståhlberg (1938).
Towarzystwo było organizatorem, poza turniejami krajowymi oraz o mistrzostwo miasta, również imprez o znaczeniu prestiżowym: w roku 1922 pierwszego meczu Łódź - Warszawa (zorganizowanego wraz z Warszawskim Towarzystwem Zwolenników Gry Szachowej), w 1924 turnieju przedolimpijskiego, w 1927 drugiego turnieju o mistrzostwo Polski oraz w 1935 pierwszego w Polsce turnieju międzynarodowego.
Okres świetności towarzystwa przypadał na lata 30. XX wieku. Klub należał wówczas do najaktywniejszych w Europie, posiadał własną bibliotekę szachową, restaurację i sale brydżowe, dzięki czemu stał się popularnym miejscem spotkań miejscowej inteligencji. Wraz z wybuchem II wojny światowej towarzystwo zakończyło działalność.
Historię towarzystwa opisał Dawid Daniuszewski w Księdze Jubileuszowej Łódzkiego Towarzystwa Zwolenników Gry Szachowej 1903–1938, wydanej w Łodzi w roku 1939.